# Syn Asteriksa
Syn Asteriksa (fr. Le Fils d’Astérix) – dwudziesty siódmy tom o przygodach Gala Asteriksa. Autorem scenariusza i rysunków jest Albert Uderzo. Komiks ukazał się po raz pierwszy w 1983 r.
Pierwsze polskie wydanie (w tłumaczeniu Jolanty Sztuczyńskiej) pochodzi z 1996 r.

## Fabuła
Pewnego dnia Asteriks znajduje na progu swojej chaty koszyk z dzieckiem. Gal prosi Obeliksa o pomoc w nakarmieniu dziecka mlekiem, a sam udaje się zwołać radę osady. Przez nieuwagę Obeliks używa tykwy z resztką napoju magicznego jako butelki, przez co chłopczyk zyskuje nadludzką siłę.
Asteriks i Obeliks rozpoczynają poszukiwania rodziców dziecka. Ponieważ pieluszki i kocyki z koszyka przypominają te używane w bogatych rodzinach rzymskich, Galowie udają się do pobliskich obozów w celu zdobycia informacji.

## Nawiązania
Historia wyjaśnia (w sposób żartobliwy) pochodzenie menhirów z Carnac.